# Rouyn-Noranda Airport
Rouyn-Noranda Airport (franska: Aéroport de Rouyn-Noranda) är en flygplats i Kanada.   Den ligger i regionen Abitibi-Témiscamingue och provinsen Québec, i den sydöstra delen av landet, 400 km nordväst om huvudstaden Ottawa. Rouyn-Noranda Airport ligger 301 meter över havet. Den ligger vid sjön Lac Routhier.
Terrängen runt Rouyn-Noranda Airport är platt. Närmaste större samhälle är Rouyn-Noranda, 14,3 km väster om Rouyn-Noranda Airport.
I omgivningarna runt Rouyn-Noranda Airport växer i huvudsak blandskog. Runt Rouyn-Noranda Airport är det mycket glesbefolkat, med 3 invånare per kvadratkilometer.